# 트랙스 (덴마크의 음악 그룹)
트랙스(Trax)는 덴마크의 2인조 음악 그룹이다. 유로비전 송 콘테스트 1986에서 덴마크 대표로 참가했다. 

## 구성원
- 욘 하팅 (John Hatting)
- 리세 호비크 (Lise Haavik)